# Tyana speculatrix
Tyana speculatrix är en fjärilsart som beskrevs av Butler 1880. Tyana speculatrix ingår i släktet Tyana och familjen trågspinnare. Inga underarter finns listade i Catalogue of Life.